# Терни (округ)
Округ Терни (итал. Provincia di Terni) је округ у оквиру покрајине Умбрија у средишњој Италији. Седиште округа и целе покрајине и највеће градско насеље је истоимени град Терни.
Површина округа је 2.122 km², а број становника 232.754 (2008. године).

## Природне одлике
Округ Терни се налази у средишњем делу државе и заузима јужни део Умбрије. Округ је у западном и источном делу изазито планински (Апенини), док је у средини област брегова и брда између којих се пружа долина реке Тибар. Ова област је под маслињацима и виноградима. 

## Становништво
По последњим проценама из 2008. године у округу Терни живи преко 230.000 становника. Густина насељености је средња, нешто преко 100 ст/км². Међутим, она је много већа удолини реке Тибар, док је у планинским крајевима значајно мања.
Поред претежног италијанског становништва у округу живе и велики број досељеника из свих делова света.

## Општине и насеља
У округу Терни постоји 33 општине (итал. Comuni).
Најважније градско насеље и седиште округа је град Терни (112.000 ст.) у источном делу округа, а други по значају и величини је град Орвијето (21.000 ст.) у западном делу округа.